# Inwaginacja
Inwaginacja (wpuklenie, wklęśnięcie, embolia) – typ gastrulacji. Polega na wpukleniu do wnętrza blastuli komórek bieguna wegetatywnego. Komórki te zbliżają się następnie do otaczających je komórek bieguna animalnego, co prowadzi do utworzenia dwuwarstwowej gastruli.
Gastrulacja przez inwaginację zachodzi w zarodkach mających niewielkie ilości żółtka i tworzących postać celoblastuli. Jest szeroko rozpowszechniona wśród niższych bezkręgowców (u nielicznych jamochłonów, wstężnic i mięczaków). Występuje też u szkarłupni, osłonic i u lancetnika.